# Kroppen
Kroppen é um município da Alemanha, situado no distrito de Oberspreewald-Lausitz, no estado de Brandemburgo. Tem 15,16 km² de área, e sua população em 2019 foi estimada em 705 habitantes.